# Анджей Мондрович
Анджей Мондрович — (лат. Andreas Mandrowiz, пол. Andrzej Mądrowicz-Potrykowski)  (1556—1614) — львівський міщанин. Міський писар (1591—1595), синдик (1584—1585), лавник (1590 — 15603) та райця (1603—1614). Бурмистр поспільства (1603). Ерудит, книговидавець.

## Життєпис
Походив з містечка Беч на Лемківщині. Спершу був помічником у міського писаря Павла Щербича (~1583). В 1585 р. одружився з Євою, донькою лавника Станіслава Смешка. В 1586 р. прийнятий до міського громадянства.

В 1591—1595 рр. — міський писар. В 1590 обраний до міської ради. В 1601—1602 рр. видав 8 книжок на обладнанні першої львівської латинської друкарні Матвія Ґарволіна (Ґарвольчика). Проте, не одержавши очікуваних прибутків, Мондрович продав друкарню Балабанам десь в у 1602 — на початку 1603 р.